# 예르추
예르추(사르데냐: Jersu)는 이탈리아 사르데냐 주 누오로도에 위치한 코무네이다. 칼리아리에서 북동쪽으로 약 70 킬로미터 (43 mi), 토르톨리에서 남서쪽으로 약 20 킬로미터 (12 mi) 떨어져 있다. 2004년 12월 31일 기준 인구는 3,287명이며 면적은 102.5 제곱킬로미터 (39.6 mi2)이다. 예르추는 칸노나우 디 예르추라고 불리는 특정 종류의 포도주 생산으로 유명하다.
예르추는 다음 코무네와 접한다: 아르차나, 카르데두, 가이로, 라누세이, 오시니, 테르테니아, 울라사이, 빌라푸추.